# اللوبي الإسرائيلي في الولايات المتحدة
اللوبي الإسرائيلي (بالإنجليزية: The Israel lobby) ويعرف كذلك باللوبي المؤيد لإسرائيل أو اللوبي الصهيوني أو حتى اللوبي اليهودي، هو تعبير يسمح بوصف مجموعة من الأفراد والمؤسسات التي تعمل بنشاط على توجيه السياسية الخارجية الأمريكية بما يحقق مصالح دولة إسرائيل. واللوبي بهذا المعنى ليس حركة واحدة تتمتع بمرجعية أو قيادة مركزية، والأفراد أو المنظمات التي تشكله قد يختلفون أحيانًا فيما بينهم على عدة مسائل سياسية. لا يضم اللوبي المؤيد لإسرائيل يهودًا أمريكيين فقط بل يدخل ضمن إطار نشاطاته أفرادًا أو جماعات ممن يعرفون بالصهاينة المسيحيين. تعتبر لجنة الشؤون العامة الأمريكية الإسرائيلية (التي تسمى اختصارًا أيباك) من أشهر وأهم المنظمات المنضوية تحت لواء اللوبي.

## الهيكل
يتألف اللوبي المؤيد لإسرائيل من مكونات رسمية وغير رسمية.

### ردهة غير رسمية
الدعم لإسرائيل قوي بين المسيحيين الأميركيين من العديد من الطوائف. يشمل الدعم المسيحي غير الرسمي لإسرائيل نطاقًا واسعًا من الدعم لإسرائيل بدءًا من البرامج والتغطية الإخبارية على شبكة البث المسيحية وشبكة التلفزيون المسيحية إلى الدعم غير الرسمي لـ يوم يوم القيامة السنوي. صلاة من أجل سلام القدس.
يشمل الضغط غير الرسمي أيضًا أنشطة الجماعات اليهودية. يرى بعض العلماء أن الضغط اليهودي نيابة عن إسرائيل هو أحد الأمثلة العديدة على ضغط المجموعات العرقية نيابة عن الوطن العرقي، والتي لاقت استحسانا كبيرا. درجة من النجاح يرجع إلى حد كبير إلى أن إسرائيل تحظى بدعم قوي من قبل حركة المسيحية أكبر بكثير وأكثر تأثيرًا والتي تشاركها أهدافها. في مقال نُشر عام 2006 في مجلة لندن ريفيو أوف بوكس، كتب الأستاذان جون ميرشايمر وستيفن والت:
في عملياته الأساسية، لا يختلف اللوبي الإسرائيلي عن لوبي الزراعة، أو نقابات الصلب أو نقابات عمال النسيج، أو جماعات الضغط العرقية الأخرى. لا يوجد شيء غير لائق فيما يتعلق بمحاولة اليهود الأمريكيين وحلفائهم المسيحيين التأثير على سياسة الولايات المتحدة: إن أنشطة اللوبي ليست مؤامرة من النوع الموضح في منشورات مثل بروتوكولات حكماء صهيون. وفي أغلب الأحيان، فإن الأفراد والجماعات التي تتألف منها لا يفعلون إلا ما تفعله مجموعات المصالح الخاصة الأخرى، ولكنهم يفعلون ذلك بشكل أفضل بكثير. وعلى النقيض من ذلك، فإن جماعات المصالح المناصرة للعرب، بقدر ما هي موجودة على الإطلاق، ضعيفة، الأمر الذي يجعل مهمة اللوبي الإسرائيلي أكثر سهولة.

عرّف المؤلف ميتشل بارد "اللوبي غير الرسمي" اليهودي في عام 2009 بأنه الوسيلة غير المباشرة التي من خلالها "يؤثر سلوك التصويت اليهودي والرأي العام" الأمريكي على "الوسط الأمريكي] سياسة الشرق". وصف بارد الدافع الكامن وراء اللوبي غير الرسمي على النحو التالي:
يدرك اليهود الأميركيون أهمية دعم إسرائيل بسبب العواقب الوخيمة التي يمكن أن تترتب على البديل. على الرغم من حقيقة أنه يشار إلى إسرائيل في كثير من الأحيان الآن على أنها رابع أقوى دولة في العالم، فإن التهديد المتصور لإسرائيل ليس الهزيمة العسكرية، بل الإبادة. وفي الوقت نفسه، يشعر اليهود الأميركيون بالخوف مما قد يحدث في الولايات المتحدة إذا لم يكن لديهم سلطة سياسية.

### اللوبي الرسمي
يتكون المكون الرسمي للوبي الإسرائيلي من مجموعات الضغط، ولجان العمل السياسي (لجان العمل السياسي)، ومراكز الفكر، ومجموعة مراقبة وسائل الإعلام.، الذي يتتبع جميع جماعات الضغط ولجان العمل السياسي، يصف "خلفية" هؤلاء "المؤيدين لإسرائيل" على النحو التالي: "شبكة وطنية من لجان العمل السياسي المحلية، والتي تسمى بشكل عام على اسم المنطقة التي يأتي منها المانحون، توفر الكثير من المعلومات". الأموال المؤيدة لإسرائيل في سياسة الولايات المتحدة. وتأتي الأموال الإضافية أيضًا من الأفراد الذين مساهماتهم للمرشحين الذين تفضلهم لجان العمل السياسي. الهدف الموحد للمانحين هو بناء إسرائيل-الولايات المتحدة أقوى العلاقات ودعم إسرائيل في مفاوضاتها وصراعاتها المسلحة مع جيرانها العرب”.
وفقاً لميتشل بارد، هناك ثلاث مجموعات ضغط رسمية رئيسية:
- المسيحيون المتحدون من أجل إسرائيل، "أكبر" لوبي مؤيد لإسرائيل في الولايات المتحدة.[8][9]
- لجنة الشؤون العامة الأمريكية الإسرائيلية (إيباك) التي تمارس الضغط المباشر على الكونغرس الأمريكي
- مؤتمر رؤساء المنظمات اليهودية الأمريكية الكبرى والذي "هو جهة الاتصال الرئيسية بين الجالية اليهودية والسلطة التنفيذية" للحكومة الأمريكية.[6]

يمنح المسيحيون المتحدون من أجل إسرائيل "كل كنيسة مسيحية ومسيحية مؤيدة لإسرائيل الفرصة للوقوف والتحدث باسم إسرائيل". وبحسب مؤسس المجموعة ورئيسها، القس جون هاجي، فإن الأعضاء "يطلبون من قيادة حكومتنا التوقف عن ممارسة الضغط على إسرائيل لتقسيم القدس وأرض إسرائيل".
في كتابه الصادر عام 2006 بعنوان "استعادة إسرائيل: الصهيونية المسيحية في الدين والأدب والسياسة"، يصف عالم الاجتماع جيرهارد فولك الجماعات المسيحية الإنجيلية التي تمارس الضغط نيابة عن إسرائيل بأنها كثيرة جدًا لدرجة أنه "ليس من المهم" من الممكن سردها جميعًا، على الرغم من أن العديد منها مرتبط عبر الرابطة الوطنية للإنجيليين. إنه "لوبي ديني قوي" يدعم إسرائيل بشكل نشط في واشنطن.
وفقًا لمؤلف كتاب "المملكة القادمة: صعود القومية المسيحية"، ميشيل غولدبرغ، فإن "المسيحيين الإنجيليين لديهم تأثير كبير على سياسة الولايات المتحدة في الشرق الأوسط، أكثر من بعض الأسماء المعروفة مثل أيباك".
وفقًا لميتشل بارد، تهدف المجموعتان اليهوديتان إلى تقديم رسائل موحدة وتمثيلية لصانعي السياسات من خلال تجميع وتصفية تنوع الآراء التي تتبناها مجموعات الضغط الصغيرة المؤيدة لإسرائيل والمجتمع اليهودي الأمريكي الأوسع.
ينعكس الطيف المتنوع من الآراء التي يتبناها اليهود الأمريكيون في العديد من الجماعات الرسمية المؤيدة لإسرائيل، وعلى هذا النحو يميز بعض المحللين داخل اللوبي الإسرائيلي بين ذات الميول اليمينية و المجموعات ذات الميول اليسارية. أصبح هذا التنوع أكثر وضوحًا بعد قبول إسرائيل لـ اتفاقيات أوسلو، التي قسمت "العالميين الليبراليين" و"الصهاينة المتشددين - المجتمع الأرثوذكسي واليهود اليمينيين". وقد عكس هذا الانقسام انقساماً مماثلاً بين مؤيدي ومعارضي عملية أوسلو في إسرائيل، وأدى إلى انقسام موازٍ داخل اللوبي المؤيد لإسرائيل. خلال الحملة الانتخابية 2008، أشار باراك أوباما ضمنيًا إلى اختلافات داخل اللوبي في تعليقه بأن "هناك توترًا داخل المجتمع المؤيد لإسرائيل يقول، ما لم تتبنى نهجًا ثابتًا مؤيدًا لليكود تجاه إسرائيل، وأنك مناهض لإسرائيل، وهذا لا يمكن أن يكون مقياسًا لصداقتنا مع إسرائيل". "مجلة التعليق، لاحظت "لقد كان اختيارًا غريبًا للكلمات - الليكود لم يكن الحزب الحاكم في إسرائيل منذ أكثر من ثلاث سنوات - ولكن ما قصده أوباما بوضوح هو أنه لا ينبغي للسياسي الأمريكي أن يفعل ذلك". يجب أن يعبر عن الولاء للأفكار الأكثر تشددًا فيما يتعلق بأمن إسرائيل حتى يتم اعتباره مؤيدًا لإسرائيل".

## وسائل التأثير

### الاستهداف
ولم تقدم أيباك تبرعات مباشرة للمرشحين حتى أوائل عشرينيات القرن الحالي. غالبًا ما يكون أولئك الذين تبرعوا لـ AIPAC مساهمين سياسيين مهمين في حد ذاتها. بالإضافة إلى ذلك، تساعد أيباك على ربط المانحين بالمرشحين، وخاصة بشبكة لجان العمل السياسي المؤيدة لإسرائيل. يقول رئيس أيباك هوارد فريدمان: "تجتمع إيباك مع كل مرشح يترشح للكونغرس. ويتلقى هؤلاء المرشحون إحاطات متعمقة لمساعدتهم على فهم كامل لتعقيدات مأزق إسرائيل ومأزق الشرق الأوسط ككل. حتى أننا نطلب من كل مرشح أن يكتب كتابًا "ورقة موقف" بشأن وجهات نظرهم بشأن العلاقة بين الولايات المتحدة وإسرائيل - لذا فمن الواضح موقفهم من هذا الموضوع".
أصبحت هذه العملية أكثر استهدافًا بمرور الوقت وفقًا لبارد، "في الماضي، كانت المساهمات اليهودية أقل تنظيمًا واستهدافًا من مجموعات المصالح الأخرى، لكن هذا تغير بشكل كبير مع انتشار لجان العمل السياسي المرتبطة بإسرائيل".
تُعزى هزيمة تشارلز إتش. بيرسي، عضو مجلس الشيوخ عن ولاية إلينوي حتى عام 1985، إلى تبرعات منسقة من قبل إيباك لمنافسه بعد أن دعم بيع السعودية|طائرات أواكس إلى المملكة العربية السعودية. وشملت التبرعات 1.1 مليون دولار على الإعلانات المناهضة لبيرسي من قبل مايكل جولاند، الذي كان أيضًا مساهمًا رئيسيًا في AIPAC. ونُقل عن المدير التنفيذي السابق لأيباك، توم داين، قوله: "تجمع كل اليهود في أمريكا، من الساحل إلى الساحل، للإطاحة ببيرسي. والسياسيون الأمريكيون - أولئك الذين يشغلون مناصب عامة الآن، وأولئك الذين تطمح - حصلت على الرسالة".